# Арета (царица)
Аре́та (др.-греч. Ἀρήτη) — персонаж древнегреческой мифологии. Добродетельная, мудрая царица феаков, супруга царя Алкиноя, приходящаяся ему племянницей (дочь Рексенора, брата царя). Мать Навсикаи и нескольких сыновей, в том числе Лаодаманта.
Арета славилась доброжелательным характером и гостеприимством, пользовалась исключительным почетом и уважением у своего народа. Вместе с мужем она радушно приняла заброшенного на остров бурей Одиссея, которого встретила на берегу и пригласила во дворец её дочь Навсикая. Приняла аргонавтов, помогла свести Медею с Ясоном. Подарила Медее 12 служанок.
Известно, что в царстве Ареты и Алкиноя происходило действие пьес Софокла «Феаки» и «Навсикая, или Прачки».
В честь Ареты назван астероид (197) Арета, открытый в 1879 году.